# Fünfkampf-Länderkampf der Frauen 1977 BR Deutschland – Sowjetunion
| 8. Leichtathletik-Länderkampf mit bundesdeutscher Beteiligung 1977 | 8. Leichtathletik-Länderkampf mit bundesdeutscher Beteiligung 1977 |
| ------------------------------------------------------------------ | ------------------------------------------------------------------ |
|                                                                    |                                                                    |
| Fünfkampf-Vergleich der Frauen: BR Deutschland – Sowjetunion       |                                                                    |
| Austragungsort                                                     | Bernhausen                                                         |
| Wettbewerbe                                                        | 1                                                                  |
| Datum                                                              | 18./19. Juni                                                       |
| 1. URS 2. FRG                                                      | 17.770 Punkte 17.394 Punkte                                        |
| Chronik                                                            |                                                                    |
| ← FRG-URS 10kampf (M)                                              | DNK-FRG Geher (F) →                                                |

Im achten Vergleich des Länderkampfjahres 1977 traten die bundesdeutschen Fünfkämpferinnen wie ihre männlichen Mehrkampfkollegen am 18./19. Juni in Bernhausen, einem Stadtteil des schwäbischen Orts Filderstadt, gegen die Sowjetunion an. Acht Begegnungen zwischen diesen Teams hatte es zuvor gegeben, fünf hatte die Sowjetunion gewonnen, drei die Bundesrepublik Deutschland.

## Modus
Jedes Team konnte maximal fünf Vertreterinnen stellen, von denen die vier Besten durch Addition ihrer Punktzahlen für den Länderkampf gewertet wurden.

## Ergebnis
In der Einzelwertung gab es einen Doppelsieg für die bundesdeutschen Fünfkämpferinnen. Doch in der Addition der Punkte lag die Sowjetunion leicht vorn. So mussten sich die bundesdeutschen Mehrkämpferinnen im Gegensatz zu den Zehnkämpfern auch diesmal wieder geschlagen geben. Mit 17.394 zu 17.770 Punkten fiel die Niederlage allerdings knapp aus. Die Bilanz verschlechterte sich weiter auf nun drei zu sechs.

## Weltrekord
Die Siegerin dieses Wettbewerbs stellte einen neuen Weltrekord auf:
4823 Punkte – Eva Wilms, Bundesrepublik Deutschland

## Legende
Kurze Übersicht zur Bedeutung der Symbolik – so üblicherweise auch in sonstigen Veröffentlichungen verwendet:
| DNF | nicht im Ziel (did not finish)                   |
| DNS | nicht am Start (did not start)                   |
| w   | Rückenwindunterstützung über dem erlaubten Limit |
| WR  | Weltrekord                                       |

## Resultat
| Platz | Name                  | Nation | Punkte  | 100 m Hürden | Kugel- stoßen | Hoch- sprung | Weit- sprung | 800 m      |
| ----- | --------------------- | ------ | ------- | ------------ | ------------- | ------------ | ------------ | ---------- |
| 1     | Eva Wilms             | FRG    | 4823 WR | 13,83 s      | 20,95 m       | 1,74 m       | 6,29 m00     | 2:19,7 min |
| 2     | Christa Köhler        | FRG    | 4508000 | 14,07 s      | 12,40 m       | 1,83 m       | 6,46 m w     | 2:15,9 min |
| 3     | Soja Spassowchodskaja | URS    | 4494000 | 13,67 s      | 13,87 m       | 1,71 m       | 6,23 m w     | 2:15,2 min |
| 4     | Jekaterina Smirnowa   | URS    | 4481000 | 13,66 s      | 13,23 m       | 1,83 m       | 6,33 m w     | 2:24,0 min |
| 5     | Nadeschda Karjakina   | URS    | 4318000 | 14,13 s      | 13,60 m       | 1,65 m       | 6,12 m w     | 2:16,4 min |
| 6     | Liesel Albert         | FRG    | 4237000 | 14,29 s      | 13,87 m       | 1,68 m       | 5,89 m w     | 2:20,9 min |
| 7     | Beatrix Philipp       | FRG    | 4202000 | 15,61 s      | 16,32 m       | 1,71 m       | 5,83 m w     | 2:24,3 min |
| 8     | Galina Schilo         | URS    | 4101000 | 14,70 s      | 11,23 m       | 1,77 m       | 5,70 m w     | 2:18,6 min |
| DNF   | Heike Schmidt         | FRG    |         | 14,31 s      | 09,89 m       | 1,77 m       | 6,23 m w     | DNS        |
| DNF   | Ljudmila Popowskaja   | URS    |         | 14,20 s      | 15,15 m       | DNS          |              |            |